# Polynemus bidentatus
Polynemus bidentatus is een straalvinnige vissensoort uit de familie van de draadvinnigen (Polynemidae). De wetenschappelijke naam van de soort is voor het eerst geldig gepubliceerd in 2006 door Motomura & Tsukawaki.